# Рот-ан-дер-Рот
Рот-ан-дер-Рот (нем. Rot an der Rot) — община в Германии, в земле Баден-Вюртемберг. 
Подчиняется административному округу Тюбинген. Входит в состав района Биберах.  Население составляет 4423 человека (на 31 декабря 2010 года). Занимает площадь 63,46 км².
Коммуна подразделяется на 2 сельских округа.

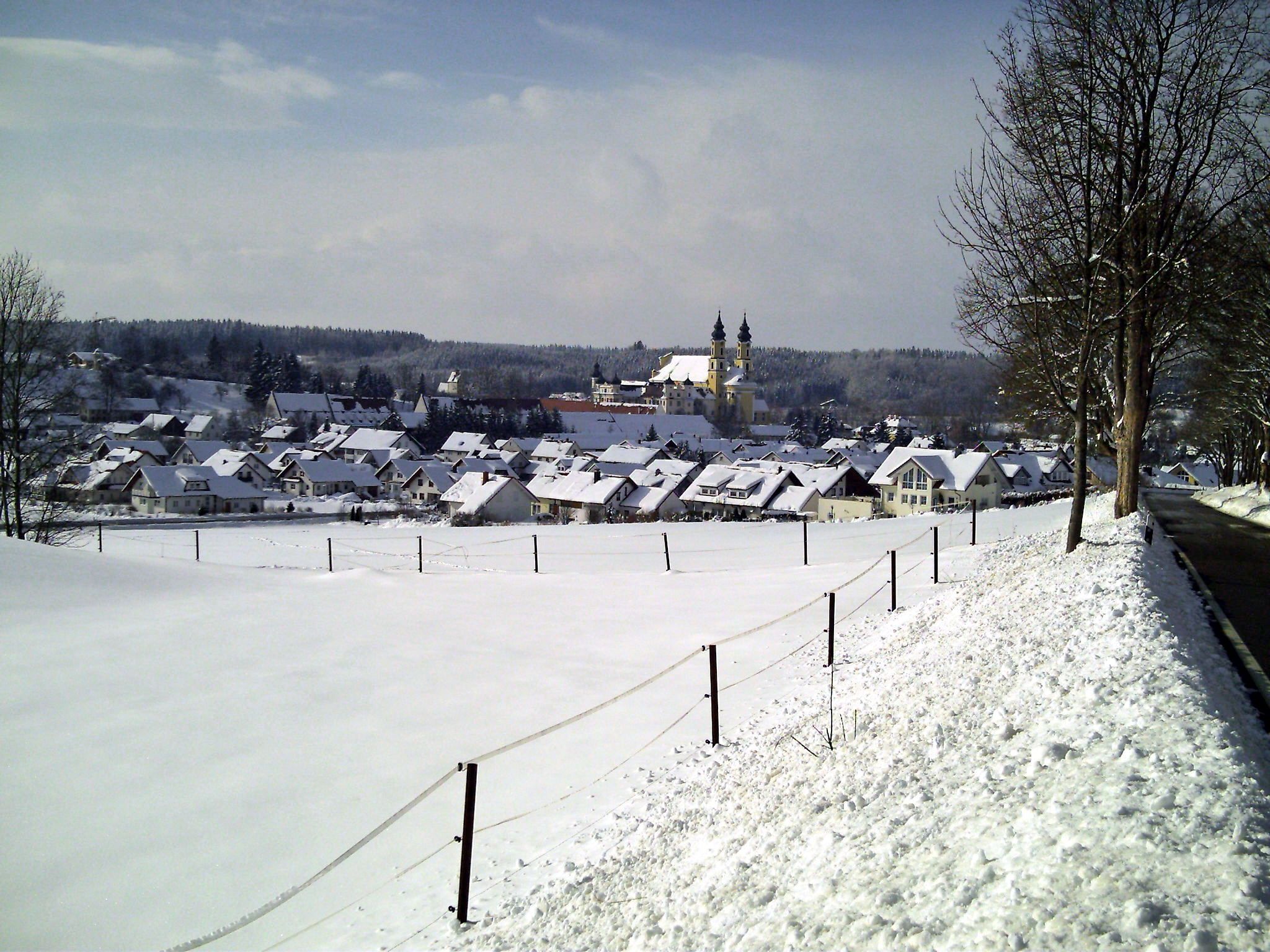
Рот-ан-дер-Рот

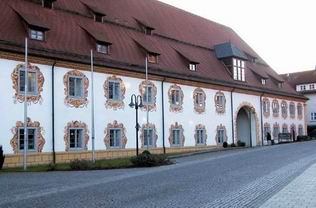
Монастырь